# Vandellia senegalensis
Vandellia senegalensis är en tvåhjärtbladig växtart som beskrevs av George Bentham. Vandellia senegalensis ingår i släktet Vandellia och familjen Linderniaceae. Inga underarter finns listade i Catalogue of Life.